# اسکالیستی گولتس (رشته‌کوه استانووی)
اسکالیستی گولتس (انگلیسی: Skalisty Golets) یک کوه در یاقوتستان کشور روسیه است.